# Acalypha cincta
Acalypha cincta é uma espécie de flor do gênero Acalypha, pertencente à família Euphorbiaceae.